# Associazione Calcio ChievoVerona 2024-2025
Questa voce raccoglie le informazioni riguardo all'Associazione Calcio ChievoVerona nelle competizioni ufficiali della stagione 2024-2025.

## Stagione
Nella stagione 2024-2025 il ChievoVerona torna ad iscriversi a una competizione FIGC dopo l'esclusione dai campionati federali, decretata nell'estate 2021 per la società di Serie B dell'allora presidente Luca Campedelli. I Mussi Volanti disputano in quest'occasione il loro quinto campionato di Serie D, il nono in totale in quinta serie.
La rifondazione del giugno 2024 si deve all'iniziativa della FC Clivense, formazione veronese fondata dalla bandiera ed ex capitano Sergio Pellissier e dall'ex portiere e dirigente Enzo Zanin a seguito alle vicissitudini del 2021 per proseguire la tradizione sportiva dei gialloblù, tuttavia senza un riferimento diretto nel nome a causa della diffida all'uso del marchio "Chievo", ancora legalmente di proprietà della società storica attiva solamente in campionati giovanili.
La società biancoblu di Pellissier, reduce dall'ottavo posto nel Girone B del campionato di Serie D 2023-2024, era stata iscritta dai fondatori nella stagione 2021-2022 al campionato di Terza Categoria, risultandone vincitrice e aggiudicandosi oltre alla promozione anche il titolo provinciale e la Coppa Verona di categoria; successivamente aveva acquisito il titolo dei veronesi del San Martino Speme, ottenendo l'iscrizione al Girone A del campionato di Eccellenza Veneto 2022-2023 e guadagnando con il primo posto in classifica la promozione in Serie D. A seguito di due battute d'asta andate deserte nell'estate 2023, il duo Pellissier-Zanin si aggiudica il marchio della società storica alla terza asta nel maggio 2024 per una cifra di circa 330 000 euro,  vincendo una sfida al rialzo con la dirigenza del Vigasio, formazione veronese neopromossa in Serie D e legata all'ex presidente Campedelli.
Nel mese di luglio 2024, per celebrare la rinascita del sodalizio, viene organizzata presso il centro d'allenamento Payanini Center una partita con le vecchie glorie della storia recente dei veronesi. All’iniziativa, denominata “Chievo is back”, partecipano tra gli altri nelle file delle due squadre, gialla e bianca, Davide Mandelli, Valter Birsa, Stefano Sorrentino, Massimo Marazzina, Luciano, Amauri, Cristiano Lupatelli e Filip Đorđević, oltreché lo stesso Pellissier.
Dopo aver inizialmente indicato come campo di gioco casalingo il Montindon di Sant'Ambrogio di Valpolicella e dopo aver giocato la prima partita ufficiale in casa al campo Comunale di Sona, la società comunica, in concomitanza con la terza fase della campagna abbonamenti "Chievo is back", la prosecuzione di tutto il campionato presso il terreno sintetico dello Stadio Aldo Olivieri di Via Sogare a Verona, che vanta una capienza di 2900 spettatori. Tuttavia, a partire dalla 2° giornata di ritorno, il campo di gioco torna di fatto ad essere il Comunale di Sona fino alla fine della stagione.
L'esordio ufficiale è valido per il primo turno della Coppa Italia di Serie D contro il Villa Valle, il 1º settembre. I biancoblu vengono sconfitti per 1-0 ed escono subito dalla competizione.
In campionato, i clivensi esordiscono con un pareggio casalingo contro il Sangiuliano City per 1-1, seguito da una sconfitta di misura esterna contro la Pro Palazzolo. Alla terza giornata, tornato a disputare una partita riconosciuta a Verona dopo 3 anni, il Chievo trova la prima vittoria del suo nuovo corso, imponendosi con un pesante 3-0 sul Fanfulla.
Nonostante la buona partenza, una serie di risultati negativi, culminati con la sconfitta per 1-0 contro la Folgore Caratese portano la società a sollevare dall'incarico l'allenatore Alessandro Pontarollo, sostituito ad interim dal suo vice Thomas Poletti. Dopo aver terminato il rapporto lavorativo nel maggio 2024, il 9 ottobre 2024 viene ufficializzato il ritorno sulla panchina clivense di Riccardo Allegretti. Tra la fine del girone di andata e l'inizio del girone di ritorno la squadra riesce ad ottenere dieci risultati utili di fila, di cui sei vittorie consecutive, portandosi fino ai margini della zona play-off.
Il 14 aprile 2025, con l'ingresso nell'organigramma societario di Pietro Laterza e Luigi Tavernise, rispettivamente in veste di presidente e vicepresidente, Pellissier rimane in società con il ruolo di presidente onorario ed Enzo Zanin come consigliere d'amministrazione.

## Divise e sponsor
Dopo aver rilevato il marchio nel maggio 2024, i founder Sergio Pellissier e Enzo Zanin decidono di aprire una consultazione tra i quasi ottocento soci del nuovo ChievoVerona per scegliere la denominazione e i colori sociali. A seguito della pubblicazione dei risultati del sondaggio, il Chievo sostituisce il gialloblu della sua livrea in favore del biancoblu, che già aveva caratterizzato le divise tra il 1929 e il 1959.
Lo sponsor tecnico è Givova. I main sponsor sono Vitanuova, Phoenix Group e Controsoffittature Filippi.
| Casa | Trasferta | Terza divisa |

## Organigramma societario
Dirigenza
- Presidente: Sergio Pellissier[1], poi Pietro Laterza[2][3]
- Vice presidente: Enzo Zanin[1], poi Luigi Taverne[2][3]
- Presidente onorario: Sergio Pellissier[2][3]
- Consigliere d'amministrazione: Enzo Zanin[2][3]
- Direttore sportivo: Francesco Sacchetto

Staff tecnico
- Allenatore: Alessandro Pontarollo[24], poi Riccardo Allegretti
- Allenatore in seconda: Thomas Poletti
- Preparatore dei portieri: Andrea Perolo
- Preparatore atletico: Federico Campi
- Vice preparatore atletico: Alessandro Madinelli
- Collaboratori tecnici: Remo Ceccon, Stefano Bottani
- Match Analyst: Luca Valentini
- Team Manager: Ivan Murelli

Staff medico
- Massaggiatore: Livio Venturelli
- Massofisioterapista: Barbara Calcinoni

## Rosa
Dal sito internet ufficiale della società.
| N. |                   | Ruolo | Calciatore                      |
| -- | ----------------- | ----- | ------------------------------- |
| 1  | Italia (bandiera) | P     | Riccardo Tosi                   |
| 22 | Italia (bandiera) | P     | Filippo Pavoni                  |
| 91 | Italia (bandiera) | P     | Filippo Signorini               |
| 13 | Italia (bandiera) | D     | Andrea Dall'Ara (vice capitano) |
| 98 | Italia (bandiera) | D     | Luigi Turano                    |
| 2  | Italia (bandiera) | D     | Simone Signorini                |
| 5  | Italia (bandiera) | D     | Maximiliano Uggè                |
| 6  | Italia (bandiera) | D     | Federico Tobanelli              |
| 25 | Italia (bandiera) | D     | Lorenzo Trillò                  |
| 23 | Italia (bandiera) | D     | Filippo Strada                  |
| 23 | Italia (bandiera) | D     | Filippo Strada                  |
| 74 | Italia (bandiera) | D     | Giacomo Marcelli                |
| 15 | Italia (bandiera) | D     | Pietro Vaccari                  |
| 29 | Italia (bandiera) | D     | Mattia Seno                     |
| 71 | Italia (bandiera) | D     | Matia Hazdic                    |
| 33 | Italia (bandiera) | D     | Mattias Bonafede                |
| 36 | Italia (bandiera) | D     | Nicolò Saramin                  |
| 4  | Italia (bandiera) | D     | Lorenzo Beghetto                |
| 17 | Italia (bandiera) | C     | Alexander Zuddas                |
| 18 | Italia (bandiera) | C     | Lorenzo Prandini                |
| 7  | Italia (bandiera) | C     | Giovanni Nannelli               |

| N. |                               | Ruolo | Calciatore                  |
| -- | ----------------------------- | ----- | --------------------------- |
| 8  | Guinea Equatoriale (bandiera) | C     | Valeriano Nchama            |
| 19 | Italia (bandiera)             | C     | Vincenzo Bisogno            |
| 20 | Italia (bandiera)             | C     | Giammaria Fiorin            |
| 21 | Italia (bandiera)             | C     | Nicola Danieli              |
| 10 | Brasile (bandiera)            | C     | Paulo Henrique              |
| 26 | Italia (bandiera)             | C     | Brandon Medina              |
| 27 | Albania (bandiera)            | C     | Enriko Deda                 |
| 28 | Italia (bandiera)             | C     | Alessio De Cerchio          |
| 10 | Italia (bandiera)             | C     | Davide Ruffato              |
| 75 | Italia (bandiera)             | C     | Federico Fraccaroli         |
| 70 | Italia (bandiera)             | C     | Pietro Zilio                |
| 9  | Italia (bandiera)             | A     | Andrea Brighenti (capitano) |
| 77 | Italia (bandiera)             | A     | Christian Odinelli          |
| 90 | Italia (bandiera)             | A     | Marco Marchesini            |
| 11 | Italia (bandiera)             | A     | Edoardo Colferai            |
| 92 | Italia (bandiera)             | A     | Niccolò Romero              |
| 79 | Italia (bandiera)             | A     | Federico Pietropoli         |
| 78 | Italia (bandiera)             | A     | Davidson Samuel             |
| 23 | Italia (bandiera)             | A     | Christian Odinelli          |
| 92 | Italia (bandiera)             | A     | Michele Antonelli           |

## Calciomercato

### Sessione estiva
| Acquisti         | Acquisti           | Acquisti                  | Acquisti   |
| R.               | Nome               | da                        | Modalità   |
| ---------------- | ------------------ | ------------------------- | ---------- |
| P                | Riccardo Tosi      | Legnago                   | definitivo |
| D                | Maximiliano Uggè   | Sant'Angelo               | definitivo |
| D                | Mattias Bonafede   | Cjarlins Muzane           | definitivo |
| D                | Mattia Seno        | Bassano                   | definitivo |
| D                | Simone Signorini   | Adriese                   | definitivo |
| D                | Lorenzo Trillò     |                           | svincolato |
| C                | Brandon Medina     | Montecchio                | definitivo |
| C                | Valeriano Nchama   | Cjarlins Muzane           | definitivo |
| C                | Alessio De Cerchio | Campobasso                | definitivo |
| C                | Paulo Henrique     | Bassano                   | definitivo |
| A                | Giovanni Nannelli  |                           | svincolato |
| A                | Marco Marchesini   | Unione La Rocca Altavilla | definitivo |
| A                | Alberto Fiumicetti | Montorio                  | definitivo |
| A                | Niccolò Romero     | Campobasso                | definitivo |
| Altre operazioni |                    |                           |            |
| R.               | Nome               | da                        | Modalità   |
| D                | Nicolò Saramin     | Liventina                 | definitivo |
| C                | Giammaria Fiorin   | Liventina                 | definitivo |
| C                | Vincenzo Bisogno   | Benevento                 | definitivo |
| C                | Enriko Deda        | Cosenza                   | definitivo |

| Cessioni         | Cessioni           | Cessioni | Cessioni   |
| R.               | Nome               | a        | Modalità   |
| ---------------- | ------------------ | -------- | ---------- |
| C                | Omar Cissè         | Caldiero | definitivo |
| Altre operazioni |                    |          |            |
| R.               | Nome               | a        | Modalità   |
| D                | Graham Momodu      | Oppeano  | prestito   |
| A                | Alberto Fiumicetti | Chiampo  | prestito   |

### Sessione invernale
| Acquisti         | Acquisti         | Acquisti         | Acquisti         |
| R.               | Nome             | da               | Modalità         |
| Altre operazioni | Altre operazioni | Altre operazioni | Altre operazioni |
| R.               | Nome             | da               | Modalità         |
| ---------------- | ---------------- | ---------------- | ---------------- |

| Cessioni         | Cessioni         | Cessioni         | Cessioni         |
| R.               | Nome             | a                | Modalità         |
| Altre operazioni | Altre operazioni | Altre operazioni | Altre operazioni |
| R.               | Nome             | a                | Modalità         |
| ---------------- | ---------------- | ---------------- | ---------------- |

## Risultati

### Serie D

#### Girone di andata
| Arbitro: | Teghille (Collegno) |

|            |           |                    |
| Fiorin 13’ | Marcatori | 45’ (rig.) Cocuzza |

| Arbitro: | Galiffi (Alghero) |

|               |           |  |
| Boschetti 87’ | Marcatori |  |

| Arbitro: | Cortese (Bologna) |

|                                        |           |  |
| Marchesini 43’ Trillò 82’ Nannelli 84’ | Marcatori |  |

| Arbitro: | M. Maresca (Napoli) |

|                                 |           |  |
| Prandini 15’ (aut.) Minessi 26’ | Marcatori |  |

| Sant'Angelo Lodigiano 29 settembre 2024, ore 14:30 CEST 5ª giornata | Sant'Angelo     | 0 – 0 referto | Chievo | Carlo Chiesa\| Arbitro: \| Saccà (Messina) \| |
| Arbitro:                                                            | Saccà (Messina) |               |        |                                               |

| Arbitro: | Martini (Valdarno) |

|                            |           |                                               |
| Brighenti 51’ Dall’Ara 66’ | Marcatori | 24’ Cosentino 27’, 75’ Sali 48’, 63’ Gasparri |

| Arbitro: | Tassano (Chiavari) |

|         |           |  |
| Rosa 8’ | Marcatori |  |

| Verona 12 ottobre 2024, ore 15:00 CEST 8ª giornata | Chievo           | 0 – 0 referto | Desenzano Calvina | Aldo Olivieri\| Arbitro: \| Papagno (Roma 2) \| |
| Arbitro:                                           | Papagno (Roma 2) |               |                   |                                                 |

| Arbitro: | Scarati (Termoli) |

|                             |           |               |
| Bakayoko 68’ Cantamessa 71’ | Marcatori | 63’ Brighenti |

| Arbitro: | Buzzone (Enna) |

|            |           |  |
| Romero 24’ | Marcatori |  |

| Arbitro: | Laganaro (Genova) |

|             |           |  |
| Akammadu 8’ | Marcatori |  |

| Arbitro: | Iurino (Venosa) |

|                             |           |            |
| Brighenti 2’ De Cerchio 33’ | Marcatori | 74’ Capone |

| Vigasio 10 novembre 2024, ore 14:30 CET 13ª giornata | Vigasio         | 0 – 0 referto | Chievo | Umberto Capone\| Arbitro: \| Saffioti (Como) \| |
| Arbitro:                                             | Saffioti (Como) |               |        |                                                 |

| Arbitro: | El Amil (Nichelino) |

|                                    |           |                           |
| Marchesini 34’, 49’ De Cerchio 74’ | Marcatori | 72’ Boldini 89’ Pelamatti |

| Merate 24 novembre 2024, ore 14:30 CET 15ª giornata | Casatese Merate           | 0 – 0 referto | Chievo | Comunale\| Arbitro: \| Ferruzzi (Albano Laziale) \| |
| Arbitro:                                            | Ferruzzi (Albano Laziale) |               |        |                                                     |

| Arbitro: | Mirri (Savona) |

|                         |           |            |
| Colferai 20’ Fiorin 56’ | Marcatori | 65’ Chessa |

| Arbitro: | Rago Roberto (Moliterno) |

|                            |           |               |
| Gatelli 49’ Mascheroni 56’ | Marcatori | Brighenti 12’ |

| Arbitro: | Bruschi Federico (Ferrara) |

|                             |           |  |
| Colferai 29’ De Cerchio 32’ | Marcatori |  |

| Sondrio 22 dicembre 2024, ore 14:30 CET 19ª giornata | Nuova Sondrio            | 0 – 0 referto | Chievo | La Castellina\| Arbitro: \| Artini Alessio (Firenze) \| |
| Arbitro:                                             | Artini Alessio (Firenze) |               |        |                                                         |

#### Girone di ritorno
| San Giuliano Milanese 5 gennaio 2025, ore 14:30 CET 20ª giornata         | Sangiuliano City | 1 – 2 referto               | Chievo | Comunale |
| \| \| \| \| \| Palesi 60’ \| Marcatori \| 14’ Colferai 42’ De Cerchio \| |                  |                             |        |          |
|                                                                          |                  |                             |        |          |
| Palesi 60’                                                               | Marcatori        | 14’ Colferai 42’ De Cerchio |        |          |

| Verona 12 gennaio 2025, ore 14:30 CET 21ª giornata                   | Chievo    | 2 – 1 referto | Palazzolo | Stadio Aldo Olivieri |
| \| \| \| \| \| De Cerchio 3’, 46’ (rig.) \| Marcatori \| 67’ Bane \| |           |               |           |                      |
|                                                                      |           |               |           |                      |
| De Cerchio 3’, 46’ (rig.)                                            | Marcatori | 67’ Bane      |           |                      |

| Lodi 15 gennaio 2025, ore 14:30 CET 22ª giornata                   | Fanfulla  | 0 – 2 referto                    | Chievo | Dossenina |
| \| \| \| \| \| \| Marcatori \| 12’ Fiorin 44’ (rig,) De Cerchio \| |           |                                  |        |           |
|                                                                    |           |                                  |        |           |
|                                                                    | Marcatori | 12’ Fiorin 44’ (rig,) De Cerchio |        |           |

| Sona 19 gennaio 2025, ore 14:30 CET 23ª giornata        | Chievo    | 1 – 0 referto | Breno | Comunale |
| \| \| \| \| \| De Cerchio 64’ (rig,) \| Marcatori \| \| |           |               |       |          |
|                                                         |           |               |       |          |
| De Cerchio 64’ (rig,)                                   | Marcatori |               |       |          |

| Sona 26 gennaio 2025, ore 14:30 CET 24ª giornata                    | Chievo    | 2 – 1 referto | Sant'Angelo | Comunale |
| \| \| \| \| \| Dall'Ara 78’ Uggè 81’ \| Marcatori \| 83’ Panatti \| |           |               |             |          |
|                                                                     |           |               |             |          |
| Dall'Ara 78’ Uggè 81’                                               | Marcatori | 83’ Panatti   |             |          |

| Venegono Superiore 29 gennaio 2025, ore 14:30 CET 25ª giornata                   | Varesina  | 2 – 3                         | Chievo | Varesina Stadium |
| \| \| \| \| \| Bertoli 65’, 66’ \| Marcatori \| 42’, 58’ Brighenti 50’ Fiorin \| |           |                               |        |                  |
|                                                                                  |           |                               |        |                  |
| Bertoli 65’, 66’                                                                 | Marcatori | 42’, 58’ Brighenti 50’ Fiorin |        |                  |

| Sona 2 febbraio 2025, ore 14:30 CET 26ª giornata                      | Chievo    | 1 – 1 referto         | Folgore Caratese | Comunale |
| \| \| \| \| \| De Cerchio 6’ \| Marcatori \| 48’ (rig.) Ferrandino \| |           |                       |                  |          |
|                                                                       |           |                       |                  |          |
| De Cerchio 6’                                                         | Marcatori | 48’ (rig.) Ferrandino |                  |          |

| Desenzano del Garda 9 febbraio 2025, ore 14:30 CET 27ª giornata | Desenzano Calvina | 1 – 1 referto | Chievo | Tre Stelle |
| \| \| \| \| \| Camerlenghi 32’ \| Marcatori \| 30’ Brighenti \| |                   |               |        |            |
|                                                                 |                   |               |        |            |
| Camerlenghi 32’                                                 | Marcatori         | 30’ Brighenti |        |            |

| Sona 16 febbraio 2025, ore 14:30 CET 28ª giornata                   | Chievo    | 1 – 2 referto         | Ospitaletto | Comunale |
| \| \| \| \| \| Colferai 6’ \| Marcatori \| 45’ Baraye 85’ Gritti \| |           |                       |             |          |
|                                                                     |           |                       |             |          |
| Colferai 6’                                                         | Marcatori | 45’ Baraye 85’ Gritti |             |          |

| Sesto San Giovanni 23 febbraio 2025, ore 14:30 CET 29ª giornata | Pro Sesto | 0 – 1 referto             | Chievo | Ernesto Breda |
| \| \| \| \| \| \| Marcatori \| 67’ (rig.) Paulo Hernique \|     |           |                           |        |               |
|                                                                 |           |                           |        |               |
|                                                                 | Marcatori | 67’ (rig.) Paulo Hernique |        |               |

| Sona 2 marzo 2025, ore 14:30 CET 30ª giornata                      | Chievo    | 0 – 2 referto                    | Crema | Comunale |
| \| \| \| \| \| \| Marcatori \| 90+4'’ Davighi 90+7'’ Bernardini \| |           |                                  |       |          |
|                                                                    |           |                                  |       |          |
|                                                                    | Marcatori | 90+4'’ Davighi 90+7'’ Bernardini |       |          |

| Pero 9 marzo 2025, ore 14:30 CET 31ª giornata                          | Club Milano | 2 – 1 referto | Chievo | Vista Vision Stadium |
| \| \| \| \| \| Rankovic 24’ Costa 40’ \| Formazioni \| 31’ Colferai \| |             |               |        |                      |
|                                                                        |             |               |        |                      |
| Rankovic 24’ Costa 40’                                                 | Formazioni  | 31’ Colferai  |        |                      |

| Sona 23 marzo 2025, ore 14:30 CET 32ª giornata   | Chievo    | 0 – 1 referto  | Vigasio | Comunale |
| \| \| \| \| \| \| Marcatori \| 90+3'’ Orfeini \| |           |                |         |          |
|                                                  |           |                |         |          |
|                                                  | Marcatori | 90+3'’ Orfeini |         |          |

| Mazzano 30 marzo 2025, ore 15:00 CEST 33ª giornata                                  | Ciliverghe | 0 – 3 referto                                     | Chievo | Casa Cili |
| \| \| \| \| \| \| Marcatori \| 22’ De Cerchio 68’ (rig.) De Cerchio 86’ Colferai \| |            |                                                   |        |           |
|                                                                                     |            |                                                   |        |           |
|                                                                                     | Marcatori  | 22’ De Cerchio 68’ (rig.) De Cerchio 86’ Colferai |        |           |

| Sona 6 aprile 2025, ore 15:00 CEST 34ª giornata | Chievo    | 0 – 1 referto | Casatese Merate | Comunale |
| \| \| \| \| \| \| Marcatori \| 70’ Gningue \|   |           |               |                 |          |
|                                                 |           |               |                 |          |
|                                                 | Marcatori | 70’ Gningue   |                 |          |

| Castellanza 13 aprile 2025, ore 15:00 CEST 35ª giornata      | Castellanzese | 1 – 1 referto  | Chievo | Giovanni Provasi |
| \| \| \| \| \| Colombo 59’ \| Marcatori \| 86’ De Cerchio \| |               |                |        |                  |
|                                                              |               |                |        |                  |
| Colombo 59’                                                  | Marcatori     | 86’ De Cerchio |        |                  |

| Sona 17 aprile 2025, ore 15:00 CEST 36ª giornata                                                | Chievo    | 4 – 0 referto | Magenta | Comunale |
| \| \| \| \| \| Prandini 53’ Squitieri 57’ (aut.) De Cerchio 74’ Odinelli 76’ \| Marcatori \| \| |           |               |         |          |
|                                                                                                 |           |               |         |          |
| Prandini 53’ Squitieri 57’ (aut.) De Cerchio 74’ Odinelli 76’                                   | Marcatori |               |         |          |

| Caronno Pertusella 27 aprile 2025, ore 15:00 CEST 37ª giornata                  | Arconatese | 2 – 1 referto      | Chievo | Comunale |
| \| \| \| \| \| Pelamatti 2’ Menegazzo 15’ \| Marcatori \| 76’ Paulo Henrique \| |            |                    |        |          |
|                                                                                 |            |                    |        |          |
| Pelamatti 2’ Menegazzo 15’                                                      | Marcatori  | 76’ Paulo Henrique |        |          |

| Verona 4 maggio 2025, ore 15:00 CEST 38ª giornata                                                       | Chievo    | 5 – 0 referto | Nuova Sondrio | Comunale |
| \| \| \| \| \| Colferai 11’ Paulo Henrique 71’ Odinellli 73’ Prandini 75’ Turano 86’ \| Marcatori \| \| |           |               |               |          |
| |           |               |               |          |
| Colferai 11’ Paulo Henrique 71’ Odinellli 73’ Prandini 75’ Turano 86’                                   | Marcatori |               |               |          |

### Coppa Italia Serie D

#### Turni eliminatori
| Arbitro: | Schmid (Rovereto) |

|           |           |  |
| Torri 73’ | Marcatori |  |

## Statistiche

### Statistiche di squadra
| Competizione         | Punti | In casa | In casa | In casa | In casa | In casa | In casa | In trasferta | In trasferta | In trasferta | In trasferta | In trasferta | In trasferta | Totale | Totale | Totale | Totale | Totale | Totale | DR |
| Competizione         | Punti | G       | V       | N       | P       | Gf      | Gs      | G            | V            | N            | P            | Gf           | Gs           | G      | V      | N      | P      | Gf     | Gs     | DR |
| -------------------- | ----- | ------- | ------- | ------- | ------- | ------- | ------- | ------------ | ------------ | ------------ | ------------ | ------------ | ------------ | ------ | ------ | ------ | ------ | ------ | ------ | -- |
| Serie D              | 57    | 19      | 11      | 3       | 4       | 32      | 19      | 19           | 5            | 6            | 8            | 17           | 18           | 38     | 16     | 9      | 13     | 49     | 37     | 12 |
| Coppa Italia Serie D | -     | 0       | 0       | 0       | 0       | 0       | 0       | 1            | 0            | 0            | 1            | 0            | 1            | 1      | 0      | 0      | 1      | 0      | 1      | -1 |
| Totale               | -     | 19      | 11      | 3       | 4       | 32      | 19      | 20           | 5            | 6            | 9            | 17           | 19           | 39     | 16     | 9      | 14     | 49     | 38     | 11 |

### Andamento in campionato
| Giornata  | 1 | 2  | 3 | 4  | 5  | 6  | 7  | 8  | 9  | 10 | 11 | 12 | 13 | 14 | 15 | 16 | 17 | 18 | 19 | 20 | 21 | 22 | 23 | 24 | 25 | 26 | 27 | 28 | 29 | 30 | 31 | 32 | 33 | 34 | 35 | 36 | 37 | 38 |
| --------- | - | -- | - | -- | -- | -- | -- | -- | -- | -- | -- | -- | -- | -- | -- | -- | -- | -- | -- | -- | -- | -- | -- | -- | -- | -- | -- | -- | -- | -- | -- | -- | -- | -- | -- | -- | -- | -- |
| Luogo     | C | T  | C | T  | T  | C  | T  | C  | T  | C  | T  | C  | T  | C  | T  | C  | T  | C  | T  | T  | C  | T  | C  | C  | T  | C  | T  | C  | T  | C  | T  | C  | T  | C  | T  | C  | T  | C  |
| Risultato | N | P  | V | P  | N  | P  | P  | N  | P  | V  | P  | V  | N  | V  | N  | V  | P  | V  | N  | V  | V  | V  | V  | V  | V  | N  | N  | P  | V  | P  | P  | P  | V  | P  | N  | V  | P  | V  |
| Posizione | 9 | 15 | 8 | 14 | 16 | 15 | 18 | 18 | 19 | 18 | 18 | 16 | 17 | 14 | 13 | 11 | 11 | 10 | 10 | 10 | 9  | 8  | 8  | 7  | 6  | 7  | 7  | 7  | 7  | 7  | 7  | 7  | 7  | 7  | 7  | 7  | 7  | 7  |

Legenda:

Luogo: C = Casa; T = Trasferta. Risultato: V = Vittoria; N = Pareggio; P = Sconfitta.

### Statistiche dei giocatori
Sono in corsivo i calciatori che hanno lasciato la squadra a stagione in corso.
| Giocatore     | Serie D  | Serie D | Serie D     | Serie D    | Coppa Italia Serie D | Coppa Italia Serie D | Coppa Italia Serie D | Coppa Italia Serie D | Totale   | Totale | Totale      | Totale     |
| Giocatore     | Presenze | Reti    | Ammonizioni | Espulsioni | Presenze             | Reti                 | Ammonizioni          | Espulsioni           | Presenze | Reti   | Ammonizioni | Espulsioni |
| ------------- | -------- | ------- | ----------- | ---------- | -------------------- | -------------------- | -------------------- | -------------------- | -------- | ------ | ----------- | ---------- |
| V. Bisogno    | 9        | 0       | 1           | 0          | 1                    | 0                    | 0                    | 0                    | 10       | 0      | 1           | 0          |
| M. Bonafede   | 7        | 0       | 2           | 1          | 0                    | 0                    | 0                    | 0                    | 7        | 0      | 2           | 1          |
| A. Brighenti  | 34       | 6       | 5           | 0          | 0                    | 0                    | 0                    | 0                    | 34       | 6      | 5           | 0          |
| E. Colferai   | 29       | 7       | 7           | 0          | 1                    | 0                    | 0                    | 0                    | 30       | 7      | 7           | 0          |
| A. Dall'Ara   | 30       | 2       | 4           | 0          | 0                    | 0                    | 0                    | 0                    | 30       | 2      | 4           | 0          |
| N. Danieli    | 26       | 6       | 4           | 1          | 1                    | 0                    | 0                    | 0                    | 27       | 6      | 4           | 1          |
| A. De Cerchio | 35       | 14      | 5           | 0          | 1                    | 0                    | 0                    | 0                    | 36       | 14     | 5           | 0          |
| G. Fiorin     | 28       | 4       |             | 6          | 1                    | 0                    | 0                    | 0                    | 29       | 4      | 0           | 6          |
| P. Henrique   | 33       | 3       | 2           | 0          | 1                    | 0                    | 1                    | 0                    | 34       | 3      | 3           | 0          |
| M. Marchesini | 15       | 3       | 1           | 0          | 1                    | 0                    | 0                    | 0                    | 16       | 3      | 1           | 0          |
| B. Medina     | 19       | 0       | 3           | 0          | 1                    | 0                    | 0                    | 0                    | 20       | 0      | 3           | 0          |
| R. Nannelli   | 12       | 1       | 3           | 0          | 0                    | 0                    | 0                    | 0                    | 12       | 1      | 3           | 0          |
| V. Nchama     | 11       | 0       | 2           | 0          | 1                    | 0                    | 0                    | 0                    | 12       | 0      | 2           | 0          |
| C. Odinelli   | 13       | 2       | 0           | 0          | 0                    | 0                    | 0                    | 0                    | 13       | 2      | 0           | 0          |
| L. Prandini   | 32       | 2 (-1)  | 2           | 0          | 1                    | 0                    | 0                    | 0                    | 33       | 2      | 2           | 0          |
| N. Romero     | 15       | 1       | 3           | 0          | 1                    | 0                    | 0                    | 0                    | 16       | 1      | 3           | 0          |
| N. Saramin    | 5        | 0       | 2           | 0          | 0                    | 0                    | 0                    | 0                    | 5        | 0      | 2           | 0          |
| M. Seno       | 8        | 0       | 2           | 0          | 1                    | 0                    | 0                    | 0                    | 9        | 0      | 2           | 0          |
| S. Signorini  | 28       | 0       | 1           | 0          | 1                    | 0                    | 0                    | 0                    | 29       | 0      | 1           | 0          |
| F. Tobanelli  | 23       | 0       | 6           | 0          | 0                    | 0                    | 0                    | 0                    | 23       | 0      | 6           | 0          |
| R. Tosi       | 36       | -37     | 5           | 0          | 1                    | -1                   | 0                    | 0                    | 37       | -38    | 5           | 0          |
| L. Trillò     | 32       | 1       | 10          | 0          | 1                    | 0                    | 0                    | 0                    | 33       | 1      | 10          | 0          |
| L. Turano     | 21       | 1       | 5           | 0          | 0                    | 0                    | 0                    | 0                    | 21       | 1      | 5           | 0          |
| M. Uggè       | 33       | 1       | 6           | 0          | 1                    | 0                    | 0                    | 0                    | 34       | 1      | 6           | 0          |
| A. Zuddas     | 18       | 1       | 3           | 0          | 0                    | 0                    | 0                    | 0                    | 18       | 1      | 3           | 0          |
| F. Pavoni     | 2        | 0       | 0           | 0          | 0                    | 0                    | 0                    | 0                    | 2        | 0      | 0           | 0          |
| F. Strada     | 1        | 0       | 0           | 0          | 0                    | 0                    | 0                    | 0                    | 1        | 0      | 0           | 0          |
| D. Ruffato    | 10       | 0       | 1           | 0          | 0                    | 0                    | 0                    | 0                    | 10       | 0      | 1           | 0          |
| D. Samuel     | 1        | 0       | 0           | 0          | 0                    | 0                    | 0                    | 0                    | 1        | 0      | 0           | 0          |
| F. Pietropoli | 1        | 0       | 0           | 0          | 0                    | 0                    | 0                    | 0                    | 1        | 0      | 0           | 0          |